# Bhagawanpur
Bhagawanpur – gaun wikas samiti w zachodniej części Nepalu w strefie Lumbini w dystrykcie Rupandehi. Według nepalskiego spisu powszechnego z 2001 roku liczył on 1372 gospodarstw domowych i 10068 mieszkańców (4832 kobiet i 5236 mężczyzn).